# Clan Destiny
Clan Destiny je album rockové skupiny Wishbone Ash. Je prvním albem kytaristy Muddy Manninena, který zde v roce 2004 nahradil svého studenta Bena Granfelta.

## Seznam stop
1. Eyes Wide Open
2. Dreams Outta Dust
3. Healing Ground
4. Steam Town
5. Loose Change
6. Surfing a Slow Wave
7. Slime Time
8. Capture The Moment
9. Your Dog
10. The Raven
11. Sometimes I Feel Like a Motherless Child

## Obsazení
- Andy Powell - kytara, zpěv
- Muddy Manninen - kytara
- Bob Skeat - baskytara
- Ray Weston - bicí